# Sunrise (Alaska)

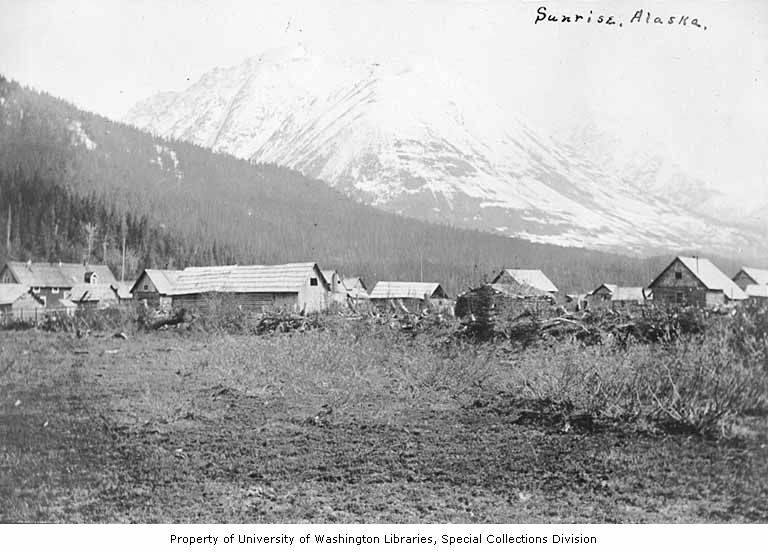
Foto di Sunrise nel 1909

Sunrise è un census-designated place (CDP) degli Stati Uniti d'America, situato nello Stato dell'Alaska e in particolare nel Borough della Penisola di Kenai.